# Acalypha fasciculata
Acalypha fasciculata é uma espécie de flor do gênero Acalypha, pertencente à família Euphorbiaceae.